# Cerkiew św. Jerzego w Jurowlanach (1789–1865)
Cerkiew św. Jerzego – unicka, a następnie prawosławna cerkiew w Jurowlanach, wzniesiona na miejscu starszej prawosławnej świątyni z XVI w. W 1869 r. na jej miejscu została wzniesiona nowa cerkiew pod tym samym wezwaniem.

## Historia
Dokładna data wzniesienia pierwszej cerkwi w Jurowlanach nie jest znana. Najprawdopodobniej powstała w XVI wieku, być może równocześnie z wsią, wzmiankowaną po raz pierwszy w 1558 r. W inwentarzu z 1578 r. wśród miejscowych gospodarzy został wymieniony "pop ruski", posiadający dwie włóki, co sugeruje funkcjonowanie parafii prawosławnej. Stefan Dmitruk przyjmuje okres przed 1578 r. jako datę powstania cerkwi. W 1583 r. król Stefan Batory nadał duchownym służącym w jurowlańskiej cerkwi trzecią włókę gruntu. 
Okoliczności przyjęcia postanowień unii brzeskiej w parafii w Jurowlanach oraz moment, kiedy miejscowe duchowieństwo faktycznie uznało zwierzchność Kościoła unickiego, nie są znane.
W końcu XVII w. cerkiew w Jurowlanach została opisana w protokole wizytacyjnym jako budowla drewniana, niedawno remontowana. Według Grzegorza Ryżewskiego najprawdopodobniej była to druga świątynia na tym samym miejscu, gdyż pierwsza, szesnastowieczna, uległa wcześniej zniszczeniu. W kolejnym protokole wizytacyjnym z 1737 r. świątynię opisano jako bardzo starą, sugerując konieczność budowy nowej. W cerkwi nie było ikonostasu, a jedynie pewna liczba starych ikon. W świątyni znajdował się ołtarz główny zbliżony do tych używanych w kościołach rzymskokatolickich, z obrazem Najświętszej Maryi Panny. Wizerunek Maryi znajdował się też w drugim ołtarzu bocznym, w trzecim znajdował się obraz Zwiastowania, zaś w czwartym - ikona św. Jerzego. W cerkwi znajdował się również krucyfiks z drewnianą rzeźbą Chrystusa. Zarówno księgi liturgiczne, jak i naczynia liturgiczne na wyposażeniu cerkwi były bardzo zniszczone.
XIX-wieczny opis cerkwi w Jurowlanach informuje, iż była ona wzniesiona na planie sześciokąta i kryta gontem. Opis ten, powstały w 1804 r., informuje, iż cerkiew była w 1789 r. wyświęcona, co najpewniej sugeruje wzniesienie i konsekrację nowego budynku sakralnego właśnie w tym roku. W opisie wnętrza świątyni wskazano trzy ołtarze - główny z postacią Matki Bożej z Dzieciątkiem, prawy z obrazem św. Jerzego, zwieńczony krucyfiksem oraz lewy z wizerunkiem św. Praksedy i nad nim mniejszym obrazem św. Jana Chrzciciela.
W latach 1797-1807, w związku ze zmianą granic porozbiorowych, parafia św. Jerzego w Jurowlanach podlegała unickiej diecezji supraskiej i była jedną z parafii w dekanacie nowodworskim. W latach 1807-1809 r. była to jedna z parafii w dekanacie białostockim eparchii brzeskiej, zaś od 1809 r. należała do unickiej eparchii litewskiej.
W 1839 r. podczas soboru połockiego zdecydowano o włączeniu wszystkich struktur Kościoła unickiego na Litwie i Białorusi do Rosyjskiego Kościoła Prawosławnego. Oznaczało to, że również parafia i cerkiew w Jurowlanach ponownie stały się prawosławnymi. Nie ma informacji o oporze miejscowych unitów przeciwko odgórnie narzuconej zmianie wyznania. Przyłączenie parafii unickich na Białostocczyźnie do Rosyjskiego Kościoła Prawosławnego poprzedziła delatynizacja wnętrz cerkiewnych, usunięcie elementów wyposażenia, które pojawiły się w unickich świątyniach pod wpływem Kościoła łacińskiego i zastąpienie ich wyposażeniem typowo prawosławnym. W przypadku cerkwi w Jurowlanach zmiany we wnętrzu objęły zakup darochranitielnicy w miejsce cyborium czy wstawienie ikonostasu, którego unicka cerkiew jurowlańska nie posiadała. W drodze wyjątku władze cerkiewne zgodziły się natomiast na pozostawienie w świątyni ambony.
Drewniana cerkiew w Jurowlanach pozostawała czynna do 1865 r. W latach 60. tegoż stulecia na jej miejscu wzniesiono, z inicjatywy generał-gubernatora wileńskiego Michaiła Murawjowa, nową świątynię murowaną pod tym samym wezwaniem. Jej budowa została ukończona w 1869 r., natomiast rok później miało miejsce jej wyświęcenie. Z materiału po starszej cerkwi wzniesiono cmentarną cerkiew Świętych Borysa i Gleba na wytyczonym około poł. XIX w. cmentarzu prawosławnym w Jurowlanach. 